# Гаплогруппа L1a2 (Y-ДНК)
Гаплогруппа L1a2 (L-M357; L-M2533; ранее известная как L3) — Y-ДНК-гаплогруппа, распространённая преимущественно в Индии, Пакистане, Афганистане и в других регионах планеты, хотя встречается и в иных регионах нашей планеты.
По версии YFull её возраст: LT 42600 > L 23100 > L1-M22 18000 > L1a-M2481 16700 > L1a2-M2533 16400
L1a2 присутствует с разной частотой по всей Южной Азии, достигая максимума в коренных популяциях северного Пакистана, западного Пакистана с Белуджистаном, Северного Афганистана, и Южной Индии. Встречается в Таджикистане и Турции, а также более низкими частотами в Иране. В течение тысячелетий этот мужской ген присутствовал очень низкими частотами на Кавказе, в Европе и Центральной Азии.

## Гаплогруппа L3 в Пакистане
Гаплогруппа L3 (M357) широко встречается среди народов буришей и пуштунов, умеренно распространена среди населения Пакистана в частности вдоль реки Инд. L3a (PK3) обнаружена в значительном количестве среди калашей на северо-западе Пакистана.

## Кавказ
L3-M357 встречаются лишь в единичных случаях, причем в разных популяциях (адыгейцев и кабардинцев соответственно). L3-M357, на северо-западном и Южном Кавказе она оказалась представлена в единичном случае у кабардинцев. У чеченцев и ингушей её частота довольно высока. Оба этих клейда характерны для Южной Азии. Эта гаплогруппа присутствует на Кавказе практически только у чеченцев и ингушей, в то время как в Дагестане, а также на Северо-Западном и Южном Кавказе, она отсутствует. Даже если предположить, что столь высокая частота её у чеченцев и ингушей обусловлена привнесением пакистанского компонента, связанным с прикаспийским путём распространения на Кавказ, отсутствие этого клейда в Дагестане весьма запутывает попытки объяснения этого факта. Среди чеченцев эта гаплогруппа L Y6266 начала ветвиться 1250 лет назад, что указывает на времена экспансии арабов. Ближайшие родственники, L Y11220 3300 лет назад, проживают на Ближнем Востоке и в Южной Азии не встречаются.